# Modena Football Club 1988-1989
Questa voce raccoglie le informazioni riguardanti il Modena Football Club nelle competizioni ufficiali della stagione 1988-1989.

## Stagione
Nella stagione 1988-89 il Modena ha disputato il girone A del campionato di Serie C1, con 38 punti in classifica si è piazzato in quinta posizione, il torneo è stato vinto con 46 punti dalla Reggiana che è stata promossa in Serie B con la seconda classificata la Triestina con 44 punti.

## Divise e sponsor
| Casa | Trasferta |

## Rosa
| N. |                   | Ruolo | Calciatore           |
| -- | ----------------- | ----- | -------------------- |
|    | Italia (bandiera) | D     | Angelo Aimo          |
|    | Italia (bandiera) | P     | Marco Ballotta       |
|    | Italia (bandiera) | D     | Luciano Bellaspica   |
|    | Italia (bandiera) | C     | Andrea Bergamo       |
|    | Italia (bandiera) | A     | Enio Bonaldi         |
|    | Italia (bandiera) | A     | Marco Calonaci       |
|    | Italia (bandiera) | C     | Franco Colomba       |
|    | Italia (bandiera) | D     | Gian Domenico Costi  |
|    | Italia (bandiera) | D     | Achille Fabbri       |
|    | Italia (bandiera) | C     | Ferdinando Fornasier |

| N. |                   | Ruolo | Calciatore          |
| -- | ----------------- | ----- | ------------------- |
|    | Italia (bandiera) | C     | Giuseppe Irrera     |
|    | Italia (bandiera) | P     | Massimo Meani       |
|    | Italia (bandiera) | A     | Alessandro Melli    |
|    | Italia (bandiera) | A     | Massimo Montanari   |
|    | Italia (bandiera) | A     | Giampaolo Montesano |
|    | Italia (bandiera) | C     | Dario Sanguin       |
|    | Italia (bandiera) | A     | Orazio Sorbello     |
|    | Italia (bandiera) | D     | Stefano Torrisi     |
|    | Italia (bandiera) | C     | Claudio Venturi     |

## Risultati

### Serie C1

#### Girone di andata
| 11 settembre 1988 1ª giornata | Modena | 0 – 0 | Lucchese |  |

| 18 settembre 1988 2ª giornata | Arezzo | 0 – 0 | Modena |  |

| 25 settembre 1988 3ª giornata | Modena | 0 – 2 | Derthona |  |

| 2 ottobre 1988 4ª giornata | Lanerossi Vicenza | 0 – 2 | Modena |  |

| 9 ottobre 1988 5ª giornata | Modena | 1 – 0 | Triestina |  |

| 16 ottobre 1988 6ª giornata | Trento | 0 – 0 | Modena |  |

| 23 ottobre 1988 7ª giornata | Prato | 0 – 0 | Modena |  |

| 30 ottobre 1988 8ª giornata | Modena | 2 – 1 | Virescit Bergamo |  |

| 6 novembre 1988 9ª giornata | Centese | 1 – 0 | Modena |  |

| 13 novembre 1988 10ª giornata | Modena | 0 – 1 | Carrarese |  |

| 20 novembre 1988 11ª giornata | Modena | 2 – 0 | Montevarchi |  |

| 27 novembre 1988 12ª giornata | Spezia | 0 – 1 | Modena |  |

| 4 dicembre 1988 13ª giornata | Modena | 0 – 0 | SPAL |  |

| 11 dicembre 1988 14ª giornata | Mantova | 2 – 2 | Modena |  |

| 18 dicembre 1988 15ª giornata | Modena | 1 – 1 | Venezia-Mestre |  |

| 31 dicembre 1988 16ª giornata | Reggiana | 1 – 0 | Modena |  |

| 7 gennaio 1989 17ª giornata | Modena | 3 – 1 | Pro Livorno |  |

#### Girone di ritorno
| 15 gennaio 1989 18ª giornata | Lucchese | 0 – 1 | Modena |  |

| 22 gennaio 1989 19ª giornata | Modena | 3 – 2 | Arezzo |  |

| 5 febbraio 1989 20ª giornata | Derthona | 0 – 0 | Modena |  |

| 12 febbraio 1989 21ª giornata | Modena | 0 – 1 | Lanerossi Vicenza |  |

| 19 febbraio 1989 22ª giornata | Triestina | 0 – 0 | Modena |  |

| 5 marzo 1989 23ª giornata | Modena | 2 – 2 | Trento |  |

| 12 marzo 1989 24ª giornata | Modena | 1 – 0 | Prato |  |

| 19 marzo 1989 25ª giornata | Virescit Bergamo | 1 – 0 | Modena |  |

| 25 marzo 1989 26ª giornata | Modena | 1 – 0 | Centese |  |

| 9 aprile 1989 27ª giornata | Carrarese | 1 – 0 | Modena |  |

| 16 aprile 1989 28ª giornata | Montevarchi | 1 – 1 | Modena |  |

| 23 aprile 1989 29ª giornata | Modena | 1 – 0 | Spezia |  |

| 30 aprile 1989 30ª giornata | SPAL | 2 – 0 | Modena |  |

| 14 maggio 1989 31ª giornata | Modena | 2 – 1 | Mantova |  |

| 21 maggio 1989 32ª giornata | Venezia-Mestre | 0 – 0 | Modena |  |

| 28 maggio 1989 33ª giornata | Modena | 1 – 0 | Reggiana |  |

| 4 giugno 1989 34ª giornata | Pro Livorno | 1 – 0 | Modena |  |